# Horace Seymour
Pour les articles homonymes, voir Seymour et Seymour (patronyme).
Horace Beauchamp Seymour (22 novembre 1791 – 23 novembre 1851) est un Peelite, député pour Lisburn (1819-1826), Orford (1820), Bodmin (1826-1832), Midhurst (1841-1845), Antrim (1845-1847), et Lisburn (1847-1851).

## Biographie
Horace Seymour est le fils de l'amiral Hugh Seymour (fils de Francis Seymour-Conway) et d'Anne Horatia Waldegrave. Il épouse Elizabeth Malet Palk, fille de Lawrence Palk, 2e baronnet et petite-fille de Robert Palk (en), le 15 mai 1818. Il se remarie à Frances Selina Isabella Poyntz, fille de William Stephen Poyntz et Elizabeth Mary Browne, en juillet 1835.
Par sa première épouse, il a trois enfants;
- Charles Francis Seymour (13 septembre 1819 – 5 novembre 1854), tué à la Bataille d'Inkerman
- Beauchamp Seymour (1er baron Alcester) (12 avril 1821 – 30 mars 1895)
- Adélaïde Horatia Elizabeth Seymour (27 janvier 1825 – 29 octobre 1877), qui épouse Frederick Spencer (4e comte Spencer), et est une ancêtre de Diana, Princesse de Galles.